# Erik Trigger Olesen
Erik Trigger Olesen (ur. 1960) – duński poeta.

## Wydane tomiki poezji
- 1991 - Asfaltbark (digte)
- 1994 - Helvedshunden (digte)
- 1996 - Savnbærerne (digte)
- 1998 - Pestskibet (digte)
- 2000 - VI digte (digte)
- 2002 - Måneelevatoren (billedbog)
- 2004 - Rimfiskeremser - fiskenes ABC (billedbog)

Tłumaczone na język polski przez Lene Preis:
- 2001 - Diabelskie psisko
- czerwiec 2002 - wiersze

Olesen nagrodzony został wieloma nagrodami literackimi w Danii.
Jest członkiem zarządu sekcji liryki w Duńskim Związku Pisarzy.